# Hintakaari
Hintakaari is een Finse keten van discountwarenhuizen met vijf winkels. De eerste winkel van de keten werd in 1996 geopend in Hämeenkyrö.
Het moederbedrijf van Hintakaari is de Lepistö Group. In 2021 had het bedrijf ongeveer 50 mensen in dienst, inclusief seizoenarbeiders. De omzet van de Lepistö Group bedroeg € 13 miljoen in 2022. 

## Geschiedenis
In 1996 richtte Aimo Lepistö de eerste Hintakaari-winkel op in Hämeenkyrö's Kyröskoski. Door overnames breidde de keten uit, onder meer door de overname van de activiteiten van Talousmarka uit Pori. In 2021 werd de leiding van Hintakaari overgedragen aan Aimo Lepistö's kinderen Sami Lepistö, Sari Lepistö en Satu Lepistö. 
Hintakaare had ook een winkel in Eura, maar het pand brandde in het voorjaar van 2017 af. De politie vermoedde dat de brand in het winkelcentrum met opzet was aangestoken. 
In 2020 kondigde het bedrijf de sluiting van de winkel in Kyröskoski. Tegelijkertijd werd er ook bericht over het openen van een kantoor bij de winkel op het landgoed Kuljun. Tussen 1979 en 2018 was deze winkel een filiaal van Löytötavaratalo, dat failliet ging. Het filiaal op het landgoed is met 5.600 m² de grootste winkel van Hintakaari.

## Filialen en assortiment
Hintakaare heeft winkels in Hämeenkyrö, Pori, Lempäälä, Loimaa en Kouvola. De winkels van de keten verkopen onder andere bouw- en autobenodigdheden, woon- en vrijetijdsproducten, meubels, tuinbenodigdheden en voertuigen.